# WTA Chichester
Das WTA Chichester (offiziell: Crossley Carpets Trophy) ist ein ehemaliges Damen-Tennisturnier der WTA Tour, das in der Stadt Chichester, Vereinigtes Königreich, ausgetragen wurde.

## Siegerliste

### Einzel
| Jahr | Siegerin          | Finalgegnerin  | Ergebnis      |
| ---- | ----------------- | -------------- | ------------- |
| 1977 | Marise Kruger     | Bunny Bruning  | 6:2, 6:2      |
| 1978 | Evonne Cawley     | Pam Teeguarden | 6:4, 6:4      |
| 1979 | Evonne Cawley     | Sue Barker     | 6:1, 6:4      |
| 1980 | Chris Evert-Lloyd | Evonne Cawley  | 6:3, 6:7, 7:5 |

### Doppel
| Jahr | Siegerinnen                     | Finalgegnerinnen                     | Ergebnis      |
| ---- | ------------------------------- | ------------------------------------ | ------------- |
| 1977 | Marise Kruger Elizabeth Vlotman | C. Molesworth Naoko Satō             | 6:2, 6:1      |
| 1978 | Janet Newberry Pam Shriver      | Michell Tyler Yvonne Vermaak         | 3:6, 6:3, 6:4 |
| 1979 | Greer Stevens Wendy Turnbull    | Billie Jean King Martina Navratilova | 6:3, 1:6, 7:6 |
| 1980 | Pam Shriver Betty Stöve         | Rosie Casals Wendy Turnbull          | 6:4, 7:5      |